# Canadian Imperial Bank of Commerce
Canadian Imperial Bank of Commerce (CIBC Banque Canadienne Impériale de Commerce) er en canadisk multinational bank. The Canadian Imperial Bank of Commerce blev etableret 1. juni 1961 ved en fusion mellem Canadian Bank of Commerce og Imperial Bank of Canada. CIBC har over 11 mio. kunder og over 40.000 ansatte.